# Колумбијска ласица
Колумбијска ласица (лат. Mustela felipei) је сисар из реда звери, фамилије куноликих звери (Mustelidae) и рода ласица (Mustela) . 

## Распрострањење
Врста је присутна у Еквадору и Колумбији.

## Станиште
Колумбијска ласица има станиште на копну.

## Угроженост
Ова врста се сматра рањивом у погледу угрожености врсте од изумирања.

## Популациони тренд
Популација ове врсте се смањује, судећи по расположивим подацима.